# Морози (Верхошижемський район)
Моро́зи (рос. Морозы) — присілок у складі Верхошижемського району Кіровської області, Росія. Входить до складу Верхошижемського міського поселення.
Населення становить 3 особи (2010, 15 у 2002).
Національний склад станом на 2002 рік — росіяни 100 %.